# 福岡県指定文化財一覧
福岡県指定文化財一覧（ふくおかけんしていぶんかざいいちらん）は、福岡県指定の文化財や史跡等を一覧形式でまとめたものであるが、全てを掲載しているわけではない。
2015年5月1日現在、福岡県指定文化財は688件。内訳は有形文化財322件（うち建造物55件、絵画22件、彫刻62件、工芸品53件、書籍・典籍1件、古文書22件、歴史資料4件、考古資料103件）、無形文化財8件、民俗文化財155件（うち有形民俗文化財85件、無形民俗文化財70件）、記念物203件（うち史跡74件、名勝5件、天然記念物124件）。

## 有形文化財

### 建造物
- 崇福寺山門〔福岡市〕
- 旧三浦家住宅〔福岡市〕
- 旧山下家住宅〔福岡市〕
- 西南学院大学博物館〔福岡市〕
- 石田家住宅〔朝倉市〕
- 鹿毛鶴之助宅附属屋〔久留米市〕
- 水田天満宮本殿〔筑後市〕
- 旧戸島家住宅主屋〔柳川市〕
- 桜井神社石橋　附 御池石垣 石段 一基〔糸島市〕

### 絵画
- 紙本著色即非画像〔北九州市〕

### 刀剣
- 刀　　県指定　有形文化財（工芸品） 源正包〔北九州市〕
- 脇差　県指定　有形文化財（工芸品） 源正包〔北九州市〕

### 彫刻
- 銅造亀山上皇立像〔福岡市〕
- 木造元晦禅師坐像〔福智町〕
- 木造聖観音立像〔大野城市〕 : 雑餉隈町の観音堂内 : 昭和45年（1970年）5月2日指定

### 古文書・考古資料
- 元亨二年在銘法橋琳弁石卒都婆〔飯塚市〕

## 民俗文化財

### 有形
- 博多人形祖型 : 春日市紅葉ヶ丘東8丁目155番

### 無形
- 黒崎祇園山笠 : 北九州市八幡西区
- 山誉め祭 : 志賀海神社の4月と11月の祭り〔福岡市東区志賀島〕

- 山野の楽 : 若八幡神社の秋分の日の祭り〔嘉麻市〕

## 記念物

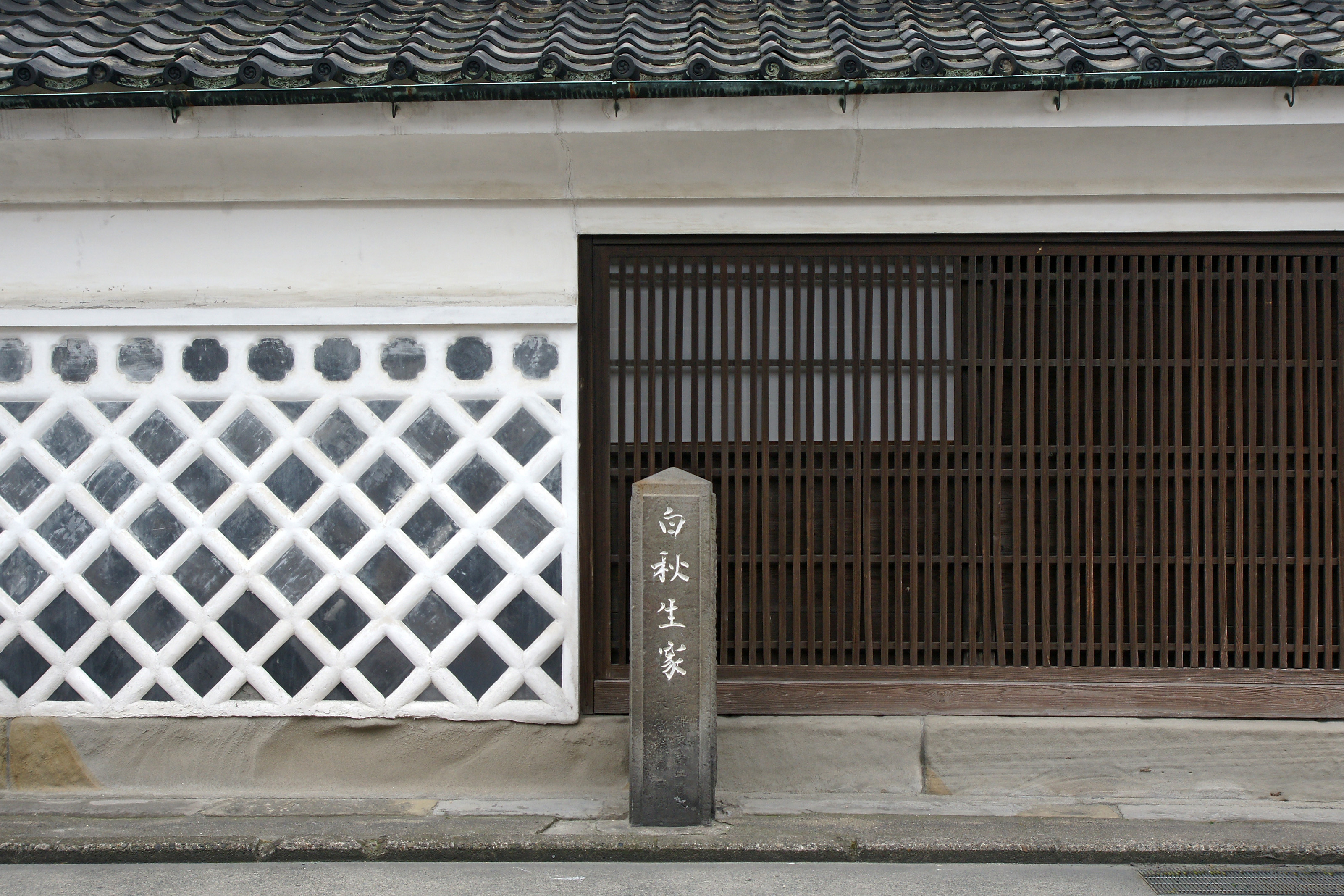
北原白秋生家跡

### 史跡
- 山家宿西構口並びに土塀〔筑紫野市〕
- 北原白秋生家跡〔柳川市〕

### 天然記念物
- 春日の杜（クス） : 春日市春日神社境内
- センリョウ叢林 : 春日市春日神社境内
- ナギの杜 : 春日市須玖住吉神社境内
- 麻生池のオグラコウホネ自生地〔八女市〕
- 空室のカツラ : 八女市黒木北大淵

## 文献資料
- 『春日市文化財マップ さがしてみよう・あるいてみよう文化財』 : 奴国の丘歴史資料館・春日市教育委員会文化財課